# Сплячі собаки
«Сплячі собаки» (англ. Sleeping Dogs) — американський кримінальний трилер, знятий режисером Адамом Купером у його повнометражному режисерському дебюті за сценарієм, адаптованим Купером і Біллом Колладжем із роману 2017 року «Книга дзеркал» Юджина Кіровіца, з Расселом Кроу та Карен Ґіллан у головних ролях.
Фільм вийшов у прокат у США 22 березня 2024 року.

## Синопсис
Відставний детектив відділу вбивств Рой Фрімен, проходячи курс лікування від хвороби Альцгеймера, змушений знову відкрити стару справу про вбивство професора коледжу, коли до нього з новою інформацією звертається правозахисниця напередодні страти засудженого за це убивство.

## Акторський склад
- Рассел Кроу — Рой Фрімен, колишній детектив поліції
- Карен Ґіллан — Лора Бейнс, аспірантка доктора Відера
- Мартон Чокаш — доктор Джозеф Відер, викладач коледжу
- Томмі Фленаган — Джиммі Реміс, колишній напарник Фрімена
- Гаррі Грінвуд — Річард Фінн, студент, коханець Лори
- Томас М. Райт — Вейн Деверо, працівник доктора Відера
- Елізабет Блекмор — Дана Фінн, мати Річарда
- Лінн Гілмартін — Діана Лінч, офіціантка в барі
- Пачаро Мзембе — Айзек Самуель, смертник, засуджений за вбивство
- Пола Арунделл — Сьюзен Евері, детектив поліції

## Виробництво
Фільм є адаптацією роману румунського письменника Юджина Кіровіца «Книга дзеркал», зробленою Адамом Купером і Біллом Колладжем, Купер також виступає режисером. Продюсери фільму — Марк Фазано з Nickel City Pictures разом із Купером, Колладжем і Пуєю Шабазіаном. Виконавчими продюсерами виступили Метью Голдберг, Кліфф Робертс і генеральний директор Highland Film Group Аріанна Фрейзер.
У серпні 2022 року Кроу анонсували на головну роль. У лютому 2023 року до акторського складу додалися Карен Ґіллан, Мартон Чокаш, Гаррі Грінвуд і Томас М. Райт.
Основні зйомки розпочалися у Вікторії, Австралія, у лютому 2023 року, крім того, Кроу почувався як вдома в Мельбурні. Виробництво припинено в травні.

## Випуск
У листопаді 2022 року було оголошено, що Highland Film Group уклала угоди про дистрибуцію із Signature Entertainment у Великій Британії. Потім фільм буде випущено в Австралії компанією Galaxy Pictures (спільним підприємством Rialto Distribution і Vertigo Releasing).
«Сплячі собаки» випущені The Avenue у США 22 березня 2024 року, на стрімінгових відеосервісах — 9 квітня; реліз на цифрових носіях запланований на 28 травня 2024 року.

## Сприйняття
На вебсайті агрегатора рецензій Rotten Tomatoes 38 % із 34 відгуків критиків є позитивними із середньою оцінкою 4,6/10. Metacritic поставив фільму 43 бали зі 100 на основі 9 критиків, вказуючи на «змішані або середні» рецензії.